# Marguerite Joly (empoisonneuse)
Pour les articles homonymes, voir Marguerite Joly et Joly.
Marguerite Joly (1637-19 décembre 1681) est une empoisonneuse professionnelle française originaire d'Orléans. Elle est l'une des accusées dans la célèbre affaire des poisons.

## Biographie
Marguerite Michau, surnommée la Joly, est la veuve d'un vitrier et joueur d'instrument, Jeans César Dominesse.
En mars 1680, Marguerite Joly est arrêtée dans le cadre de l'affaire des poisons ayant été dénoncée par Étienne Guibourg. Elle est décrite comme une habile empoisonneuse et fabricante de poison comme La Voisin, et donc dangereuse. Sous la torture, Marguerite Joly admet être une avorteuse professionnelle. Elle affirme également avoir connaissance de sacrifices de nourrissons au cours de messes noires.
Marguerite Joly est devenue la principale témoin dans l'affaire à l'encontre de Françoise de Dreux. Dreux est acquittée en avril 1680, mais est arrêtée une deuxième fois à cause du témoignage de Marguerite Joly. Celle-ci désigne Françoise de Dreux comme l'une de ses clientes régulières en tant qu'empoisonneuse. Elle affirme que Dreux a empoisonné deux de ses anciens amants, Pajot et de Varennes; qu'elle a tenté d'empoisonner la Duchesse de Richelieu, la femme de son amant le Duc de Richelieu, et qu'elle a des plans en vue du meurtre de son frère et de la belle-sœur de Monsieur et Madame Saintot, ainsi que toutes les personnes rivales dans l'entourage de son amant, le Duc de Richelieu. Il n'est cependant pas prouvé que les premières mentions de décès au cours de l'affaire résultent véritablement de meurtres, et les autres éventuelles tentatives ne se sont pas avérées fructueuses, si tant est qu'elles ont eu lieu. Dreux quitte le pays après l'arrestation de Marguerite Joly, mais un mandat d'arrestation est émis. Dreux est jugée coupable en son absence en raison de la déclaration de Marguerite Joly.
Marguerite Joly est condamnée au bûcher. Soumise à la torture de l'eau, elle avoue plusieurs meurtres et désigne Anne Meline comme complice. Elle affirme qu'elle a été présente lors du sacrifice du neveu de La Poignard à Satan; au sacrifice d'un enfant lors d'une messe noire pour une Mademoiselle de Saint-Laurens, afin d'induire un mariage ; qu'elle a commis un meurtre à l'aide de cosmétiques empoisonnés avec la participation d'Anne Meline, qui a aussi assassiné l'ex-conjoint de Marguerite Joly. 
Cependant, dès la torture terminée, elle rétracte ses déclarations, à l'exception de celle concernant Saint-Laurens. Elle est brûlée vive la nuit même, le 19 décembre 1681.